# Olbięcin (gmina)
Olbięcin (od 1874 Trzydnik) – dawna gmina wiejska istniejąca w XIX wieku w guberni lubelskiej. Siedzibą władz gminy był Olbięcin.
Za Królestwa Polskiego gmina Olbięcin należała do powiatu janowskiego w guberni lubelskiej.
Gmina została zniesiona w 1874 roku przez przemianowanie na gmina Trzydnik.